# Guignen
Guignen är en kommun i departementet Ille-et-Vilaine i regionen Bretagne i nordvästra Frankrike. Kommunen ligger i kantonen Guichen som tillhör arrondissementet Redon. År 2022 hade Guignen 4 149 invånare.

## Befolkningsutveckling
Antalet invånare i kommunen Guignen
Referens:INSEE